# 굿리치 코퍼레이션
굿리치 코퍼레이션(Goodrich Corporation, 구 사명: B.F. 굿리치 컴퍼니, B.F. Goodrich Company)은 샬럿에 본사를 둔 미국의 제조업 회사였다. 1870년 오하이오주 애크런에서 벤저민 프랭클린 굿리치 박사에 의해 Goodrich, Tew & Co.로 설립되었으며, 회사 이름은 1880년에 "B.F. 굿리치 컴퍼니"로, 1980년대에는 BF굿리치로, 2001년에는 "굿리치 코퍼레이션"으로 변경되었다. 원래 자동차 타이어로 유명한 고무 제조 회사였으나, 20세기 내내 제조 사업을 다각화하여 1986년에 타이어 사업을 매각하고 항공우주 및 화학 제품 제조와 같은 다른 사업에 집중했다. BF굿리치 브랜드 이름은 1988년에 타이어 제조업 사업을 인수한 미쉐린에 의해 계속 사용되고 있다. 2012년 유나이티드 테크놀로지스에 인수된 후 굿리치는 UTC 항공우주 시스템의 일부가 되었다.
1869년 벤저민 프랭클린 굿리치 박사는 뉴욕주 해스팅스온허드슨의 작은 사업체인 허드슨 리버 러버 컴퍼니를 인수했다. 이듬해 굿리치 박사는 애크런 (오하이오주) 시민들로부터 사업을 그곳으로 이전하기 위해 13,600달러를 받았다.
이 회사는 1986년 유니로얄 (이전 유나이티드 스테이츠 러버 컴퍼니)과의 합병에 힘입어 세계에서 가장 큰 타이어 및 고무 제조업체 중 하나로 성장했다. 이 제품군은 1988년 미쉐린에 매각되었고, 10년 이상 지난 후 굿리치는 1997년 로어와 합병했으며, 2002년에는 콜텍 인더스트리와 TRW 항공 시스템즈 (이전 루카스 항공우주)와 합병했다. 특수 화학 사업부의 매각과 현재 이름으로의 변경으로 전환이 완료되었다. 2006년 회사 매출은 58억 달러였으며, 이 중 미국 정부, 에어버스, 보잉이 각각 총 매출의 18%, 16%, 12%를 차지했다.
1988년 굿리치 코퍼레이션은 타이어 사업과 굿리치 상표권을 프랑스 회사 미쉐린에 매각했다. 1970년대 굿리치는 유사한 발음의 굳이어 타이어 회사와 자신들을 구별하기 위해 텔레비전 및 인쇄 광고를 운영했다. 광고 문구는 "우리는 다른 회사입니다. 기억하시나요?"였다. 이 회사는 때때로 미스터 굿렌치와도 혼동되었는데, 두 성이 비슷했기 때문이며, 특히 B.F. 굿리치 타이어는 많은 제너럴 모터스 자동차 및 트럭에 장착되었기 때문이다.

## 역사

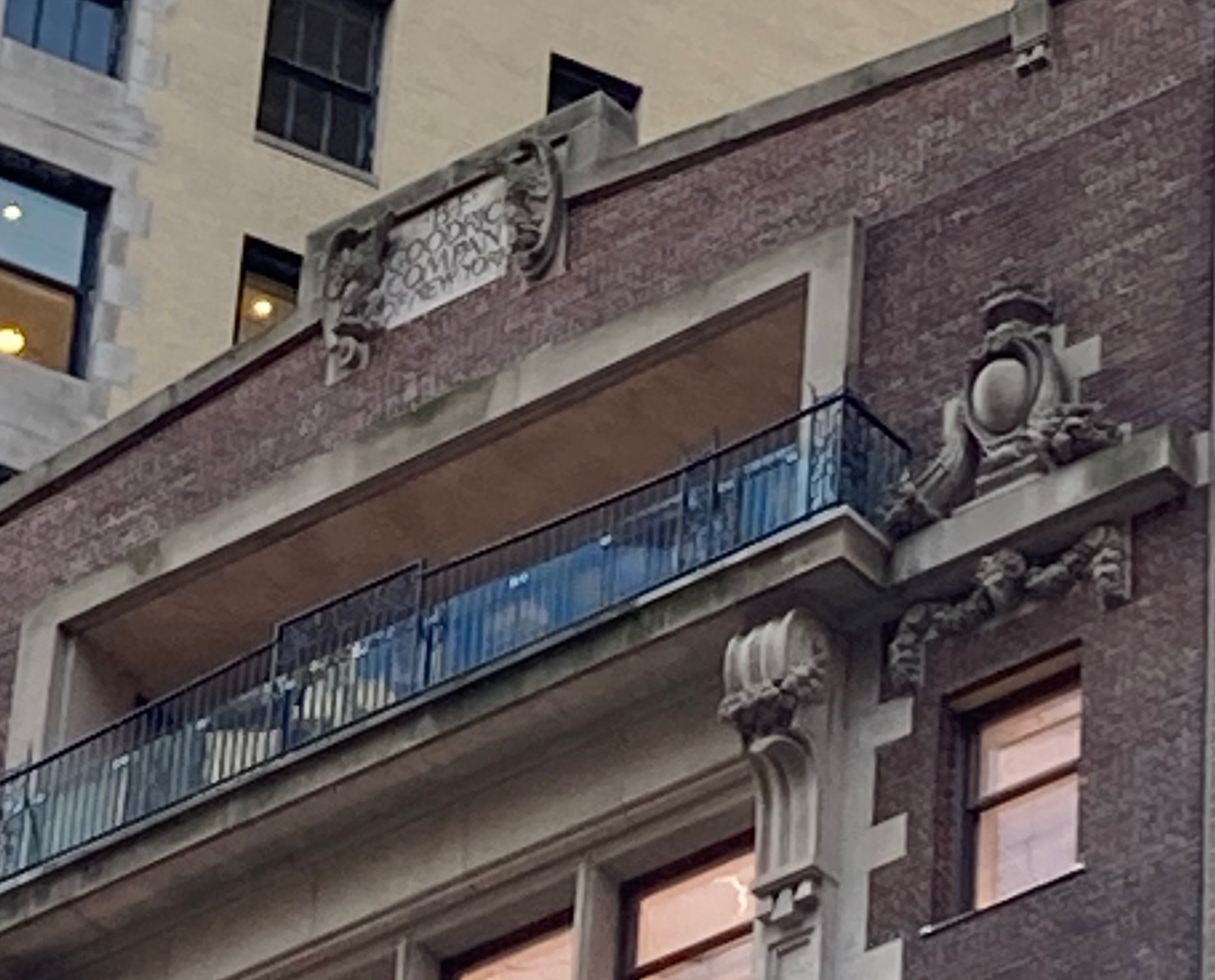
자코뱅 부흥 건축 양식의 뉴욕 역사적인 B.F. 굿리치 컴퍼니 빌딩의 지붕(명판 포함).

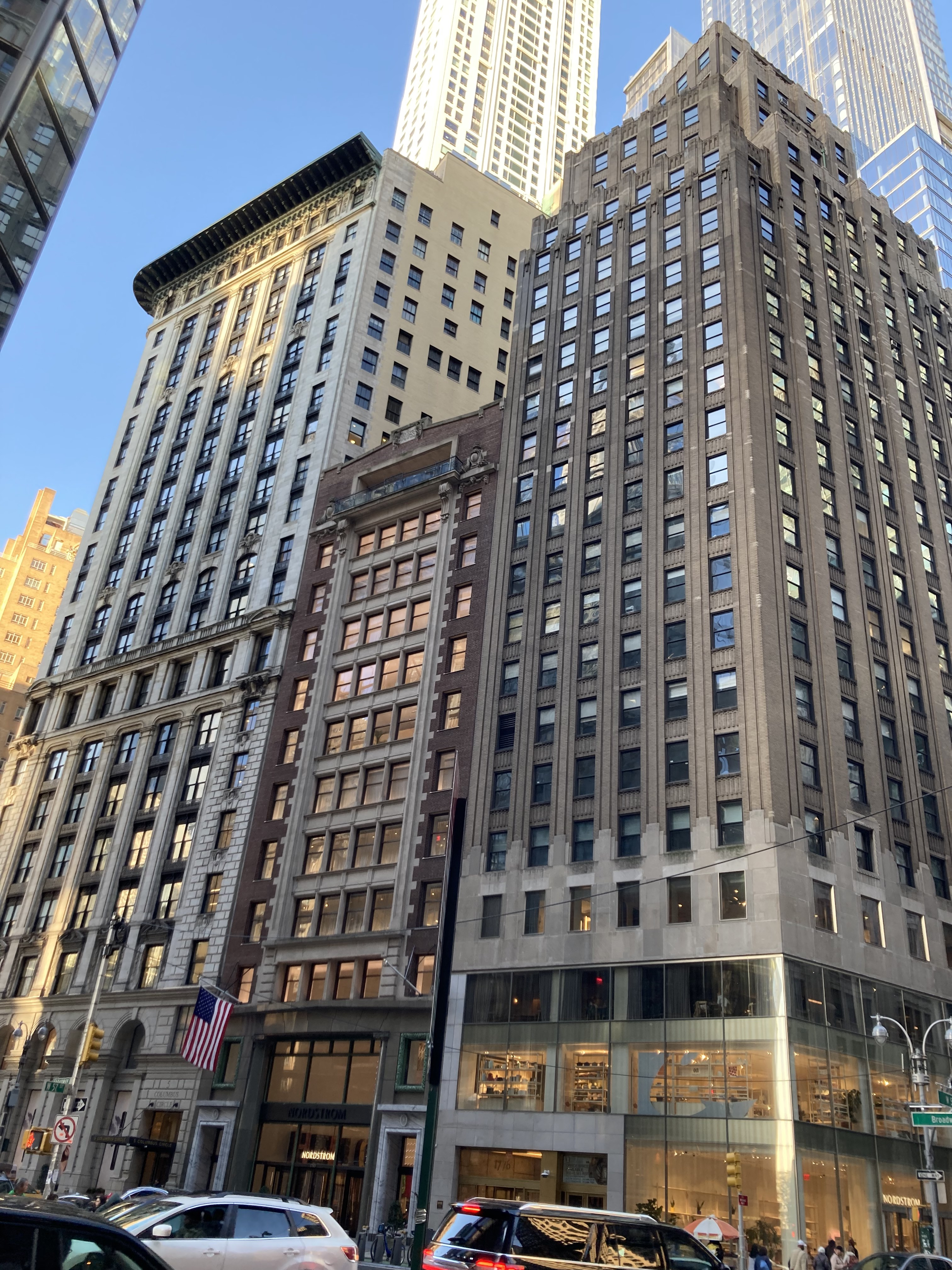
뉴욕에 있는 B.F. 굿리치 코퍼레이션의 12층 역사적인 건물

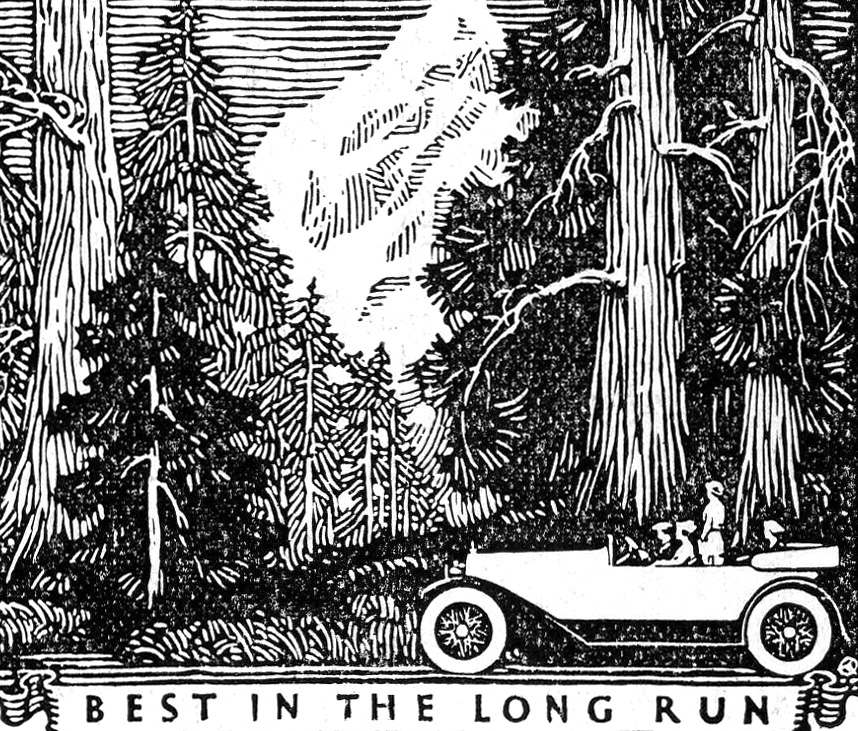
1920년 굿리치 실버타운 타이어 광고

### 초기 역사
1869년 벤저민 프랭클린 굿리치 박사는 뉴욕주 해스팅스온허드슨에 있는 작은 사업체인 허드슨 리버 러버 컴퍼니를 인수했다. 이듬해 굿리치는 애크런 시민들로부터 사업을 그곳으로 이전하기 위해 13,600달러를 받았다.
1909년, 이 회사는 자코뱅 부흥 건축 양식과 빈 분리파의 영향을 받은 외관을 가진 12층 건물을 뉴욕 본사로 건설했다. 뉴욕 1780 브로드웨이에 위치한 이 건물은 현재 역사적인 랜드마크 중 하나가 되었다.
1912년 3월, 다이아몬드 매치 컴퍼니의 소유주가 설립한 다이아몬드 러버 컴퍼니는 B.F. 굿리치 컴퍼니에 인수 합병되었다. 다이아몬드 브랜드 이름과 제품 라인은 유지되었고, 이를 마케팅하고 제조하기 위해 자회사인 다이아몬드 러버 컴퍼니가 설립되었다.
이 회사는 1917년 10월 13일 요코하마 케이블 제조와 B.F. 굿리치의 합작 투자로 요코하마 고무의 설립을 도왔다.
B.F. 굿리치는 1930년대부터 1950년대까지 "만토라"라는 브랜드 이름으로 라디오를 판매했다. 이 라디오들은 실제로는 B.F. 굿리치를 위해 다양한 제조업체에서 만들어졌다.
1936년, 이 회사는 합작 투자 회사인 굿리치-오이즈카디(현재 콘티넨탈 AG의 일부)로 멕시코 시장에 진출했다.
굿리치는 제2차 세계 대전 군사 생산 계약 가치에서 미국 기업 중 67위를 차지했다.
오하이오주 트로이 공장은 1946년 와코로부터 매입했다. 이후 굿리치는 다양한 항공기용 바퀴와 브레이크를 제조했다. 이들 중에는 상업용, 군사용, 지역 및 비즈니스 프로그램이 포함된다. 이 성공적인 운영은 굿리치 사업의 핵심이다. 경쟁사로는 허니웰, 메시에르-부가티, 항공기 브레이크 시스템, (하우멧/헉), 스네크마와 같은 회사의 항공 구조물 부문이 있다. 후드 고무 회사는 대공황 이전에 B.F. 굿리치 회사의 한 사업부로 매각되었다.

### 1980년대~1990년대
1986년까지 B.F. 굿리치는 타이어 및 고무 제조를 포함한 다양한 사업 분야에서 S&P 500 상장 기업이 되었다. B.F. 굿리치는 고성능 교체 타이어를 만들었다. 1986년 8월, 타이어 사업에서 가장 큰 경쟁사 중 하나인 유니로얄은 B.F. 굿리치 컴퍼니의 타이어 부문과 합작 사모 파트너십을 통해 합병되어 유니로얄 굿리치 타이어 컴퍼니가 되면서 비공개 회사가 되었다. B.F. 굿리치 컴퍼니는 신생 타이어 회사에 50%의 지분을 보유했다.
새로운 유니로얄 굿리치 타이어 컴퍼니의 본사는 굿리치의 원래 공장이 있던 애크런의 27개 건물로 이루어진 다운타운 단지 내에 있는 이전 B.F. 굿리치 본사 건물에 설립되었다. 1987년 가을, B.F. 굿리치 컴퍼니는 해당 부지에서 여러 제조 사업을 중단했으며, 단지의 대부분은 1988년 2월까지 비어 있었다. 이때 B.F. 굿리치는 비어 있는 단지 부분을 뉴욕 개발자 그룹인 코빙턴 캐피털 코퍼레이션에 매각할 계획을 발표했다. 이 단지는 현재 캐널 플레이스(Canal Place)로 알려져 있다.
운영 첫 해인 1987년, 새로운 유니로얄 굿리치 타이어 컴퍼니는 거의 20억 달러의 매출을 올렸고, 3,500만 달러의 이익을 기록했다.
합병은 곧 어려움을 겪었다. 1988년 6월, B.F. 굿리치는 2억 2,500만 달러에 50% 지분을 매각했다. 구매자는 뉴욕의 사모 투자 회사인 클레이턴, 두빌리에 & 라이스가 이끄는 투자자 그룹이었다. 동시에 B.F. 굿리치는 유니로얄 굿리치 타이어 컴퍼니의 지분 7%를 간접적으로 매입할 수 있는 워런트를 받았다.
1988년 6월 매각 계약의 일환으로, 새로운 비공개 타이어 회사는 4억 1,500만 달러의 공개 부채를 인수했다.
또한 1988년, 프랑스 타이어 회사 미쉐린의 자회사인 미쉐린 그룹은 유니로얄 굿리치 타이어 컴퍼니 인수를 제안하고 지분 인수를 위한 조치를 취했다. 1990년 5월까지 미쉐린 그룹은 뉴욕의 클레이턴 & 두빌리에로부터 유니로얄 굿리치 타이어 컴퍼니 인수를 완료했다. 이 거래는 약 15억 달러로 평가되었다. B.F. 굿리치는 미쉐린 그룹에 7% 워런트를 포기하고, 매각으로 3,250만 달러의 추가 수익을 얻었다.

### 타이어 사업 철수

BF굿리치 타이어 로고. 굿리치 코퍼레이션은 1988년에 자동차 타이어 사업부를 미쉐린에 매각했다.

B.F. 굿리치는 재투자 및 인수를 통해 화학 및 항공우주 사업을 구축하려는 계획에 따라 타이어 사업에서 완전히 철수했다. 1997년, 제트기 엔진 나셀 제조업체인 로어(Rohr)를 인수하여 통합 항공기 부품 산업에서의 입지를 확장했다.
1999년, 샬럿에 본사를 둔 콜텍 인더스트리(Coltec Industries)를 22억 달러 규모의 주식 인수 및 부채 인수를 통해 인수하여, 이전의 타이어 제조업체를 랜딩 기어 및 기타 항공기 부품의 1위 공급업체로 만들었다. 이 합병 후 본사는 샬럿으로 이전되었다.
2001년, 이 회사는 항공우주 및 산업 제품에 집중하기 위해 특수 화학 물질 사업을 매각하고, 전환 완료를 상징하기 위해 굿리치 코퍼레이션으로 이름을 바꾸고 새로운 로고를 채택했다.
2002년 10월, 굿리치는 TRW 항공 시스템즈를 인수했는데, 이 사업부는 주로 영국과 프랑스에 기반을 둔 이전 루카스 항공우주 활동이었다.
2010년 11월, 굿리치는 크로스노 제슈프에 대규모 새 제조 센터를 열었다.

### 운명
2011년 9월, 유나이티드 테크놀로지스는 굿리치를 184억 달러에 인수하기로 합의했다고 발표했다. 주당 127.50달러를 지불하고 19억 달러의 부채를 인수하는 조건이었다.
2012년 7월 26일, 유나이티드 테크놀로지스 코퍼레이션은 굿리치를 인수했다. 해밀턴 선드스트랜드와 굿리치의 미매각 사업부들은 합병되어 UTC 항공우주 시스템이 되었다. 로켓다인, 해밀턴 선드스트랜드의 산업용 펌프 및 압축기 사업, 클리퍼 윈드파워, UTC 파워(유나이티드 테크놀로지스의 연료 전지 사업)는 거래를 위한 현금 마련을 위해 매각될 예정이었다.

2012년 10월 16일, 유나이티드 테크놀로지스 코퍼레이션은 굿리치의 파워 시스템즈 사업부(오하이오주 트윈스버그, 버킹엄셔 피스톤 그린)를 사프란에 4억 달러에 매각하는 계약을 체결했다. 이 사업부 매각은 중국 경쟁 규제 당국이 UTC의 굿리치 인수를 승인하는 조건이었다. 파워 시스템즈 사업부는 2012년 12월 16일까지 매각되어야 했다. 결국, 이 매각은 2013년 3월 27일에 완료되었다.
2020년 4월, 굿리치의 남아있는 부분은 유나이티드 테크놀로지스와 레이시온의 합병으로 탄생한 회사인 RTX 코퍼레이션의 자회사인 콜린스 항공우주의 일부가 되었다.

## 기술

### 구동 및 착륙 시스템
- 구동 시스템
- 항공기 바퀴 및 브레이크
- 항공 기술 서비스
- 랜딩 기어
- 엔진 부품

### 전자 시스템
- 센서 및 통합 시스템
- 엔진 제어 및 전력 시스템
- ISR (정보, 감시, 정찰) 시스템

그리고

### 나셀 및 내부 시스템
- 항공 구조물
- 내부
- 고객 서비스

## 플랫폼

### 민간
- 아구스타웨스틀랜드 AW139 헬리콥터 (전자식 제빙 시스템)
- 에어버스 A320 시리즈
- 에어버스 A330/에어버스 A340
- 에어버스 A350XWB
- 에어버스 A380
- 보잉 737
- 보잉 747-400
- 보잉 757-200
- 보잉 767
- 보잉 777
- 보잉 787
- 봄바디어 글로벌 익스프레스
- 캐나데어 리저널 제트
- 세스나 사이테이션
- 봄바디어 대쉬-8 Q400
- 엠브라에르 170
- 엠브라에르 190
- 핸들리 페이지 제트스트림
- 리어젯
- 피아지오 P180

### 군용
- A-6 인트루더
- 에어버스 A400M (전력 발전, 플랩, 변속기 얼음 감지 센서)
- B-52 스트라토포트리스
- CH-46 시나이트 (바퀴 또는 로터 브레이크)
- C-141 스타리프터
- C-5 갤럭시
- CH-47 치누크 (바퀴 또는 로터 브레이크)
- CH-53 시 스탤리온 (바퀴 또는 로터 브레이크)
- 엠브라에르 KC-390
- F-14 톰캣
- F-15 이글 (레이돔 침식 방지 부트)
- F-16 파이팅 팰콘 (앞바퀴)
- F-117 나이트호크
- F-111 아드박
- 해리어기 – 모든 버전 (유압 기계식 연료 시스템)
- P-3 오리온
- 파나비아 토네이도 – 모든 버전 (엔진 제어, 고양력 제어 장치, 플랩 및 슬랫 작동, 노즐 제어)
- S-3 바이킹
- SEPECAT 재규어 – 모든 버전 (유압 기계식 연료 시스템)
- 우주왕복선 (바퀴 및 브레이크; 타이어 사업은 1988년 미쉐린에 매각됨)
- SR-71 블랙버드
- V-22 오스프리 (바퀴 또는 로터 브레이크)

## 재작성
2004년 2월 24일, 굿리치는 프랫 & 휘트니가 엔진 케이싱 부품 주문을 대폭 줄였다고 통보한 후 2003년 4분기 및 연간 실적을 재작성했다.

## 주목할 만한 직원
- 벤저민 S. 가비 – B.F. 굿리치 및 펜솔트 화학 회사에서 근무. 가비 박사는 "10그램 평가 공정"을 개발했다.
- 윌리엄 C. 기어 – 고무 노화 연구의 선구자이자 초기 항공기 제빙 시스템 개발자, B.F. 굿리치 부사장
- 데이비드 그릴스, 캘리포니아 츌라 비스타 출신, 올림픽 은메달리스트 사이클 선수
- 프랭크 헤르제그, 튜브리스 타이어 발명가
- 새뮤얼 E. 혼 주니어 – 굿리치 화학자로, 치글러-나타 촉매를 사용하여 합성 폴리이소프렌을 최초로 중합했다.
- 아서 E. 주브 – B.F. 굿리치 기술 이사로, 내유성 고무 조성물, 타이어 트레드용 실험실 테스트, 고무 제품 제조 및 합성 고무 가공 개선을 개발했다.[29]
- 버질 A. 마틴, 캘리포니아 로스앤젤레스 시의회 의원 (1927–31)
- 조지 온슬레거 – 화학자로, 가황 촉진제 화학의 선구자로 알려져 있다.
- 존 D. 옹, CEO (1979-1996) 및 노르웨이 주재 미국 대사 (2002-2005)
- 왈도 L. 시먼 – B.F. 굿리치의 아메리폴을 포함한 합성 고무의 초기 개발자.

## 더 읽어보기
- Blackford, Mansel G. and K. Austin Kerr. B. F. Goodrich: Tradition and Transformation, 1870–1995; (Ohio State University Press, 1996); ISBN 0-8142-0696-4.
- Blackford, Mansel G. "B. F. Goodrich Becomes a Multinational Corporation, 1910-1929," Essays in Economic & Business History (1996), Vol. 14, pp 365–373.